# 沮渠树舄
沮渠树舄（？—474年4月13日），沮渠姓，墓志又作大沮渠，五胡十六国时代北凉国王沮渠蒙逊的女儿，封建康长公主。
沮渠树舄嫁给西安郡万岁县人谢过酋念，他在北凉担任平远将军、建康昌松二郡太守、驸马都尉，封爵为永安侯。魏太武帝灭北凉后，沮渠树舄随兄弟沮渠牧犍归顺北魏。太平真君八年（447年），沮渠牧犍、兴平公主兄妹被太武帝赐死，沮渠树舄幸免于难，至魏孝文帝延兴四年三月十一日（474年4月13日）去世。